# Shirley Temple : La Naissance d'une star
Pour plus de détails, voir Fiche technique et Distribution.
Shirley Temple: la naissance d'une star (Child Star: The Shirley Temple Story) est un téléfilm sorti le 23 mai 2001 et produit tout spécialement pour la télévision, et réalisé par Nadia Tass dans le cadre de l'émission de la chaîne américaine ABC, The Wonderful World of Disney (Le monde merveilleux de Disney). 

## Synopsis
La vie et la carrière mouvementée de l'actrice Shirley Temple, célèbre enfant star dans les années 1930 et 1940 aux États-Unis.

## Fiche technique
- Titre original : Child Star: The Shirley Temple Story
- Titre français : Shirley Temple: la naissance d'une star
- Réalisation : Nadia Tass
- Scénario : Joe Wiesenfeld, d'après l'œuvre de Shirley Temple
- Photographie  : David Parker
- Son : Keith Rogers, Andrew Ramage, Timothy Pearson, Terry O'Bright, Stephen Fitzmaurice
- Montage : Maryann Brandon
- Musique : Bill Elliott
- Production : Iain Paterson • Paula Hart • Melissa Joan Hart
- Société de production : Walt Disney Television, Village Roadshow Pictures, Radio Pictures, Hartbreak Films
- Pays :  États-Unis
- Langue : anglais
- Genre : Comédie dramatique
- Durée : 88 minutes (France)
- Dates de sortie :
  -  États-Unis : 23 mai 2001[1].

## Distribution
- Ashley Rose Orr (VF : Camille Donda) : Shirley Temple de 5 à 10 ans
- Emily Hart : Shirley Temple à 14 ans
- Connie Britton : Gertrude Temple
- Colin Friels : George Temple
- Hinton Battle : Bill Robinson
- Jerome Ehlers : Directeur John Ford